# Ovittunnel
Der Ovittunnel (türkisch Ovit Dağı Tüneli) ist ein Autobahntunnel am Berg Ovit zwischen İkizdere in der Provinz Rize und İspir in Erzurum in der nordöstlichen Türkei. Mit einer Länge von 14,3 km waren die zwei Röhren bis zur Eröffnung des 14 467 m langen Yeni-Zigana-Tunnels 2023 der längste Tunnel des Landes.
Der Tunnel verbindet Erzurum mit Rize, um in Ostanatolien eine schnellere Verbindung zum Schwarzen Meer zu schaffen. Die bisherige Verbindung Erzurum-Rize verkürzt sich durch den Tunnel von 250 km auf 200 km. Die ersten Pläne eines solchen Projekts gab es bereits 1880 zur Zeit des Osmanischen Reiches, jedoch wurde hiervon nichts realisiert. 1930 wurde jedoch eine Passstraße über den Ovit unter Einsatz von 1500 Arbeitern gebaut, die İspir mit İkizdere verbindet und bis in eine Höhe von 2600 m führt. Diese Route (D 925) ist jedoch im Winter häufig unpassierbar.
Der Beginn der Bauarbeiten am Tunnel und seinen Verbindungsstraßen wurde am 12. Mai 2012 aufwendig in Anwesenheit des Premierministers Recep Tayyip Erdoğan zelebriert. Die Inbetriebnahme des Tunnels war für Anfang 2016 geplant, verzögerte sich aber zunächst bis zum Sommer 2016 und dann nochmal bis 2017. Letztendlich wurde er am 13. Juni 2018 feierlich eingeweiht. Zu diesem Zeitpunkt war der Tunnel der fünftlängste Straßentunnel der Welt.